# Kunstraub aus der Schirn Kunsthalle Frankfurt 1994

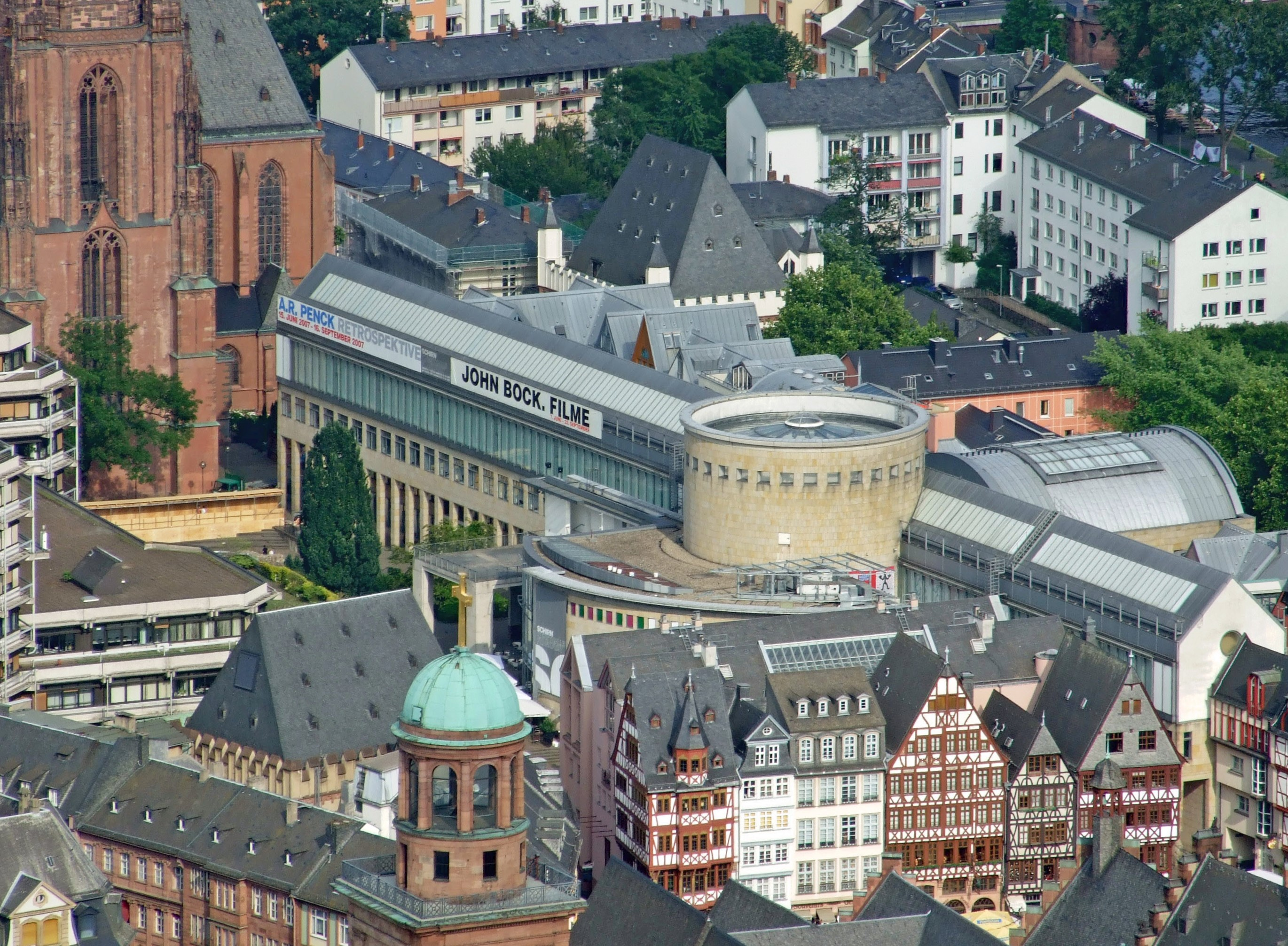
Das Rondell der „Schirn“ aus der Vogelperspektive

Der Kunstraub aus der Schirn Kunsthalle Frankfurt im Jahr 1994 wird als der aufsehenerregendste Kunstdiebstahl in der deutschen Nachkriegsgeschichte angesehen. Verantwortlich dafür ist insbesondere der Umstand, dass die gestohlenen Kunstwerke später in einer spektakulären Geheimaktion durch die Museen von Hehlern zurückgekauft wurden und die Täter nie für den Raub verurteilt wurden.

## Der Raub

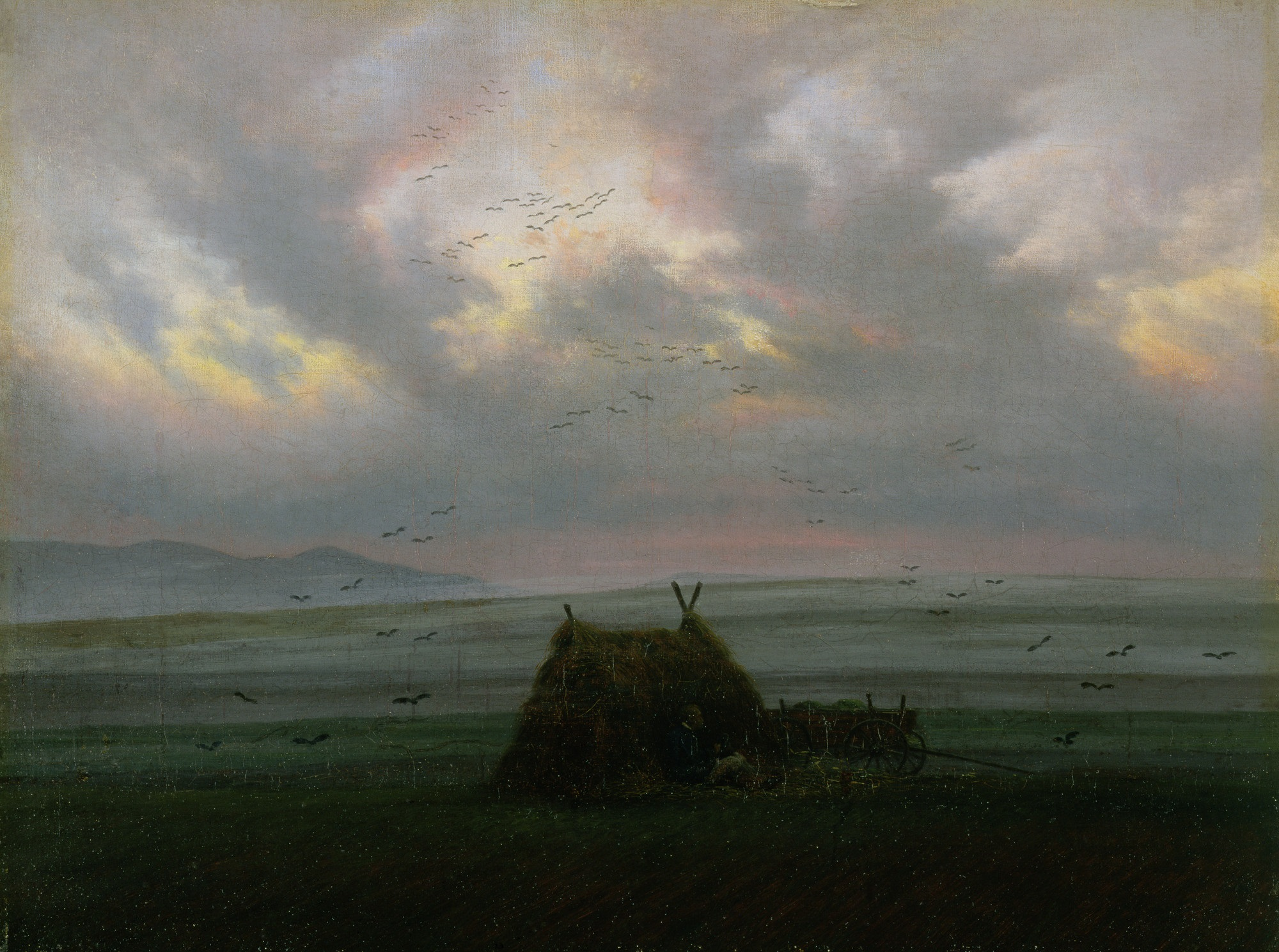
Caspar David Friedrich: Nebelschwaden

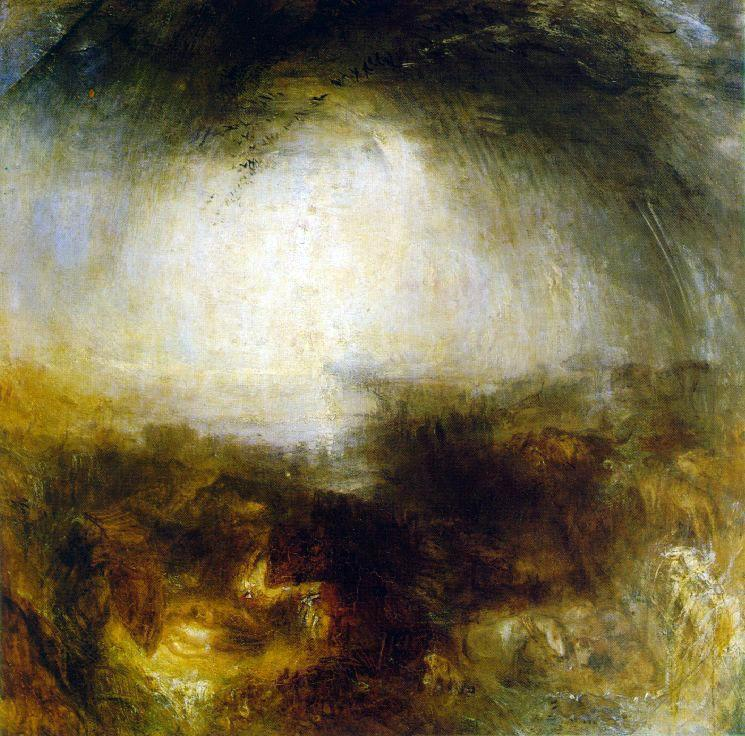
William Turner: Shade and Darkness

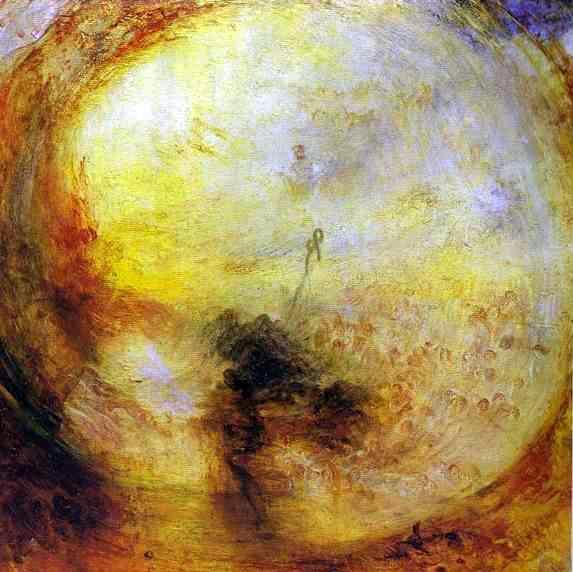
William Turner: Light and Colour

Am 28. Juli 1994 wurden drei Ölgemälde berühmter Maler der Romantik aus der Ausstellung „Goethe und die Kunst“ in der Kunsthalle Schirn in Frankfurt geraubt. Drei Täter hatten sich am Abend im Museum einschließen lassen, überwältigten dann in der Nacht einen Wachmann und schraubten folgende Gemälde von den Wänden: Light and Colour (Licht und Farbe) und Shade and Darkness (Schatten und Dunkelheit) aus einer 1843 entstandenen Bilderserie von William Turner, die eine Leihgabe der Londoner Tate Gallery für die Ausstellung waren, sowie das Gemälde Nebelschwaden von Caspar David Friedrich, entstanden 1818/1820, das von der Kunsthalle Hamburg ausgeliehen war.

## Scheitern der Strafverfolger
Zwei Mitglieder der Diebesbande und ein Hehler konnten rasch gefasst werden, wurden 1999 zu Gefängnisstrafen bis zu elf Jahren verurteilt, verweigerten jedoch die Aussage über ihre Auftraggeber und den Verbleib der Beute. Der als Hauptdrahtzieher Verdächtigte war ein gewisser „Stevo“, Mitglied der Frankfurter „Jugoslawen-Mafia“ aus dem Umkreis von deren „Paten“ Rade „Ćenta“ Ćaldović (Ćaldović wurde 1997 bei Auseinandersetzungen rivalisierender Clans getötet). Stevo versuchte, die Gemälde an ein Mitglied der Unterwelt in Marbella zu veräußern, konnte sich jedoch mit diesem nicht über den Preis einigen. 1995 schalteten sich verdeckte Ermittler der deutschen Polizei als angebliche Kaufinteressenten in das Geschäft ein. Ihr Versuch scheiterte, da der Unterhändler von Stevo in letzter Minute den zuvor vereinbarten Anzahlungspreis verdoppelte. Stevo wurde daraufhin zwar verhaftet, mangels ausreichender Beweise scheiterte jedoch eine spätere Verurteilung vor Gericht. Die deutschen Strafverfolgungsbehörden legten daraufhin den Fall zu den Akten. In der Folge musste eine Versicherungssumme von rund 40 Millionen Euro an die Eigentümer der drei Gemälde ausbezahlt werden.

## Operation Cobalt
Der damalige Direktor der Tate Gallery, Sir Nicholas Serota, gab jedoch nicht auf, sondern fasste nun nach Rücksprache mit seinem Leitungsgremium und den britischen Strafverfolgungsbehörden einen zunächst geheim gehaltenen Plan über einen Rückkauf der Kunstwerke von den Räubern, die sogenannte „Operation Cobalt“. Er vereinbarte zunächst 1998 mit der Versicherung, an die das Eigentumsrecht an den Turner-Gemälden durch Auszahlung der Versicherungssumme von 24 Millionen Pfund zunächst übergegangen war, dass die Tate für acht Millionen Pfund das Eigentumsrecht zurückerhalte, falls die Gemälde je wieder auftauchen sollten.
Ein verdeckter Ermittler von Scotland Yard nahm als Nächstes mit dem Anwalt von Stevo, Edgar Liebrucks, Kontakt auf, um diesen als Mittelsmann zu engagieren. Liebrucks verfügte durch bereits früher übernommene Mandantschaften über ausgezeichnete Verbindungen ins Milieu der Jugoslawenmafia. Ende 1999 begann  Liebrucks im Auftrag der Galerie mit den Verhandlungen. Man einigte sich auf einen Preis von fünf Millionen DM pro Bild. Die Übergabe einer Anzahlung im Juli 2000 soll laut Recherchen von WDR-Journalisten unter Überwachung von Scotland Yard auf einer Parkbank in Bad Homburg vor der Höhe stattgefunden haben. Stevo verdoppelte jedoch erneut in letzter Minute die Höhe der Anzahlung von der zunächst vereinbarten Million Mark auf zwei Millionen, woraufhin Liebrucks die Differenz privat vorstreckte, um die Rückgabe nicht platzen zu lassen. Die Rückgabe des ersten Kunstwerkes, des Ölgemäldes Shade and Darkness, konnte so auch erfolgreich abgeschlossen werden. Im Juli 2000 kehrte es nach London zurück und Liebrucks erhielt rund 320.000 Euro als Entlohnung für seine Vermittlung von der Tate.
Die weiteren Verhandlungen gerieten nun jedoch ins Stocken, da Stevo offenbar „kalte Füße“ bekommen hatte. Im Herbst 2002 jedoch wurde Liebrucks von zwei Inhabern einer Autowerkstatt kontaktiert (dem aus Wien stammenden Automechaniker Josef S. und dessen Freund Hartmut K.), die behaupteten, sie seien im Besitz der beiden anderen Gemälde und bereit, sie zu verkaufen. Es stellte sich später heraus, dass Stevo die Kunstwerke zunächst in ihrer Werkstatt in der Nähe des Frankfurter Zoos hatte deponieren lassen (später waren sie nach Erlensee bei Hanau verbracht worden) und sie nun offenbar ohne dessen Wissen selbst ins Geschäft kommen wollten. Die Tate Gallery kaufte von ihnen nun auch das zweite Turner-Gemälde für ebenfalls zwei Millionen Euro zurück. Das Gemälde wurde gegen Weihnachten 2002 nach London zurückgebracht. Die zwei Hehler verbrachten daraufhin völlig unbehelligt ein halbes Jahr Urlaub in Kuba.
Unter Berücksichtigung des Umstandes, dass die Tate Gallery mehr Geld von der Versicherung erhalten hat, als sie an diese „für Informationen, die zur Wiederbeschaffung der Gemälde führten“ – wie die Tate es selbst im Nachhinein diplomatisch formulierte – zahlen musste, ergab sich für die Galerie aus der Geheimaktion ein Überschuss von etwa 20 Millionen Euro. Sie sollen später für einen Erweiterungsbau verwendet worden sein. Nach Angaben der Tate Gallery waren auch alle Zahlungen zuvor mit deutschen und britischen Behörden abgestimmt worden, was zumindest von deutscher Seite jedoch bestritten wurde.
Auch die Kunsthalle Hamburg erteilte nun Liebrucks die Erlaubnis, das Meisterwerk von C. D. Friedrich zurückzukaufen. Nachdem die beiden Hehler aus Kuba zurückgekehrt waren, konnte Liebrucks den Preis von anfänglich geforderten eineinhalb Millionen Euro auf rund 250.000 Euro drücken. Laut Recherchen  des WDR war die Summe zunächst von einem ungenannten Sponsor der Kunsthalle bereitgestellt worden, der sein Angebot später jedoch wieder zurückzog. Liebrucks streckte die Summe daher wieder aus seinen eigenen Mitteln vor, im Vertrauen darauf, wie zuvor später eine entsprechende Entschädigung zu bekommen. Er bekam im Gegenzug das Bild und bewahrte es zunächst bei sich auf. Im August 2003 gab er es in die Kunsthalle zurück. Die beiden Hehler setzten sich anschließend nach Brasilien ab, um einer Auslieferung und der Rache der Frankfurter „Jugoslawenmafia“ zu entgehen. Die Kunsthalle weigerte sich nun jedoch zunächst, Liebrucks zu bezahlen, begründet mit dem Vorwurf, er könne mit den Dieben gemeinsame Sache gemacht haben. Daraufhin reichte der Anwalt 2005 eine Klage beim Landgericht Hamburg gegen die Kunsthalle ein, die er im Juni 2006 gewann. Er erhielt nun zuzüglich zu den vorgestreckten 250.000 Euro weitere 20.000 Euro Vermittlungshonorar.

## Fernsehdokumentation
- Geheimnis hinter Nebelschwaden. Der größte Kunstraub der deutschen Geschichte. Dokumentation von Egmont R. Koch und Nina Svensson, Phoenix / WDR 2005 (siehe Ankündigung).